# Basilio Mamani Quispe
Basilio Mamani Quispe (Wilacota, 14 de março de 1975) é um prelado boliviano da Igreja Católica, bispo auxiliar de La Paz.

## Biografia
Frequentou o Colégio Mariscal Antonio José de Sucre e depois ingressou no Seminário Maior San Jerónimo de La Paz. Recebeu a ordenação presbiteral em 8 de maio de 2008, sendo incardinado pela Arquidiocese de La Paz.
Obteve o bacharelado em teologia pela Universidade Católica Boliviana São Paulo em La Paz em 2008.
Exerceu os seguintes cargos: vigário paroquial de Flor del Carmelo, entre 2007 e 2009; vigário paroquial de Imaculada Concepción em Kupini entre 2010 e 2014; pároco de San Bartolomé em Chulumani entre 2015 e 2019 e de 2020 a 2022, pároco de Santísimo Sacramento em Huajchilla, La Paz.
Em 22 de fevereiro de 2022 foi nomeado pelo Papa Francisco como bispo auxiliar de La Paz. Recebeu a ordenação episcopal como bispo titular de Naissus em 5 de maio de 2022 na Catedral Metropolitana de La Paz, de Percy Lorenzo Galván Flores, arcebispo de La Paz, coadjuvado pelo núncio apostólico na Bolívia, Angelo Accattino e pelo arcebispo emérito de La Paz, Edmundo Luis Flavio Abastoflor Montero.